# Tranchieren

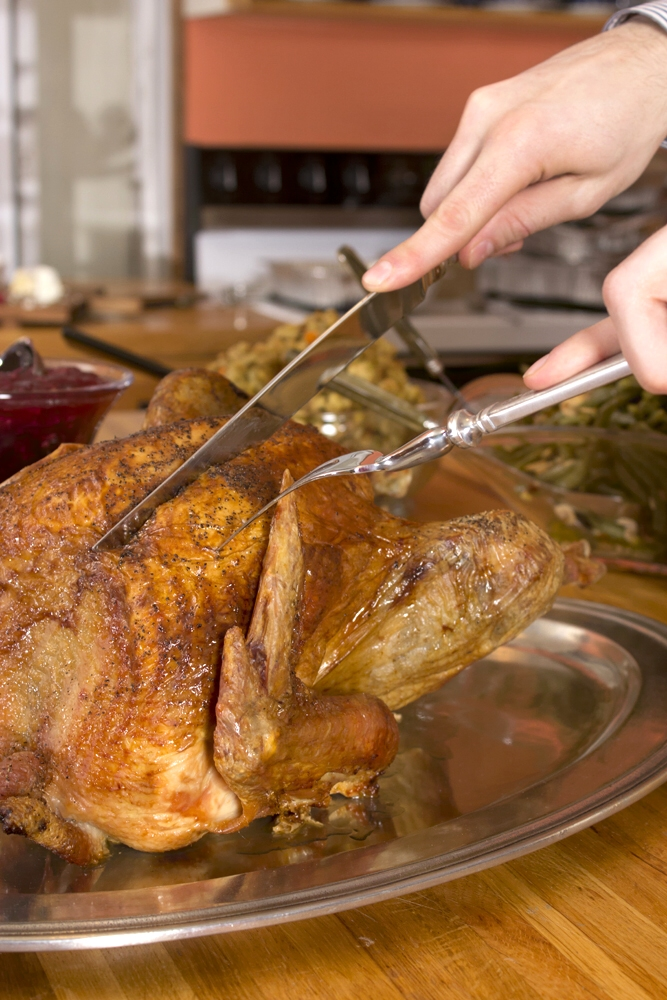
Tranchieren eines gebratenen Truthahns bei einem Thanks-giving-Essen (2011)

Tranchieren (veraltet Transchieren, von französisch trancher, „abschneiden, zerlegen“) bezeichnet das richtige und kunstgerechte Zerlegen von Fleisch, Fisch und Geflügel, aber auch von Obst und Gemüse.
Beim Tranchieren werden in der Regel ein spezielles Tranchierbesteck und/oder eine Geflügelschere sowie teils auch andere Hilfsmittel verwendet.

## Geschichte

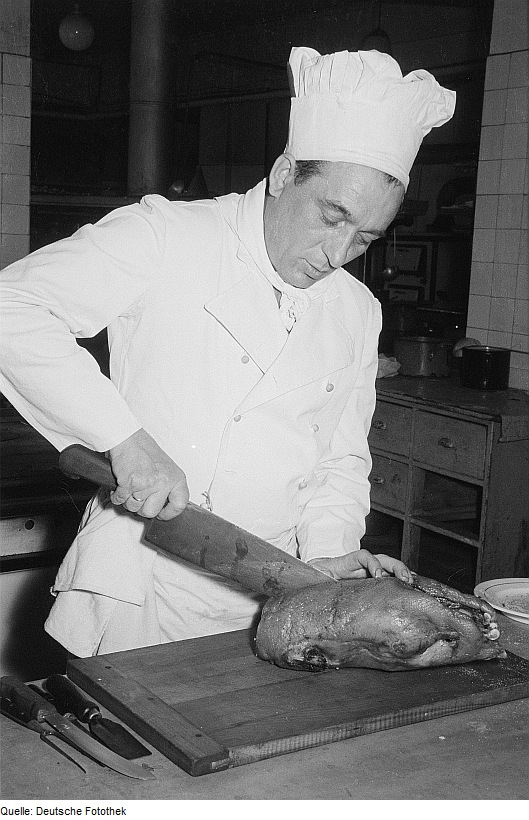
Küchenmeister der Traditionsgaststätte Auerbachs Keller in Leipzig beim Tranchieren von Geflügelfleisch

Schon im Altertum war es Bestandteil der Esskultur. Da man früher oft mit den Händen aß, gab es im alten Rom den Beruf des Scissors, des Vorschneiders, der die Speisen in handliche Stücke teilte.
Im Mittelalter gehörte es zur Ausbildung eines Pagen – also eines Anwärters zum Ritter – oder eines Mundschenks, diese Arbeitsgänge zu beherrschen. Oft wurden auch speziell ausgebildete Personen angestellt, die sich Trancheur oder Vorschneider nannten. Bis in die Neuzeit hinein gehörte es zum guten Ton, dass der Herr des Hauses große Bratenstücke bei Tisch teilte und auflegte.
Fachgerechtes Tranchieren setzt Wissen um die Anatomie der Tiere und gekonnten Umgang mit dem Tranchierbesteck voraus. Heute ist es Bestandteil jeder guten Koch- und Kellnerausbildung.
Mit einer Tranche ist in diesem Zusammenhang im deutschen Sprachraum eine etwa 0,5 bis etwa 2 cm dicke Fleischscheibe gemeint. Dünnere Scheiben werden als Aufschnitt bezeichnet.

## Tranchierbesteck und andere Hilfsmittel

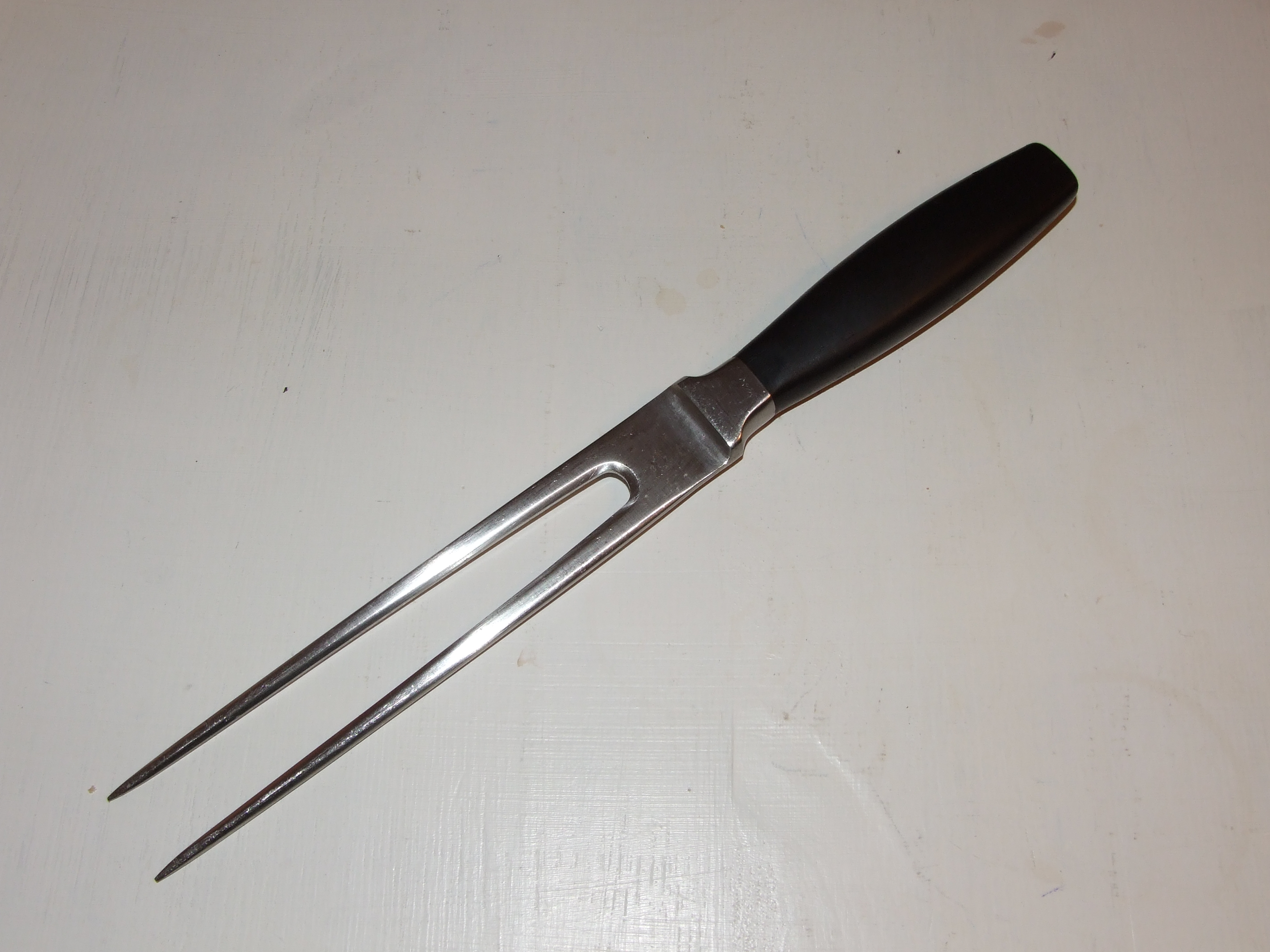
Eine Tranchiergabel

Das Tranchierbesteck besteht in der Regel aus einer Tranchiergabel (Fleischgabel mit langen Zinken) (siehe Bild) und einem Tranchiermesser (großes, langes Messer). Außerdem wird beim Tranchieren von Geflügel oft auch zusätzlich oder alternativ eine Geflügelschere verwendet. Das Schneidgut wird beim Tranchieren auf einem Tranchierbrett fixiert, das meistens aus Holz besteht.
Andere spezielle Geräte sind:
- Kredenzmesser
- Austernmesser
- Schinkenmesser
- Fischbesteck
- Hummerzange
- Werkzeuge für Obst und Gemüsedekoration, die vor allem in der asiatischen Küche Verwendung finden